# Quatro Grandes Romances Clássicos
Os Quatro Grandes Romances Clássicos ou as Quatro Maiores Novelas Clássicas (chinês: 四大名著, pinyin: sì dà míng zhù) são os quatro romances comumente considerados pelos eruditos como os maiores e mais influentes romances da era pré-moderna chinesa de ficção. Datados das dinastias Ming e Qing, são muito conhecidos pela maioria dos leitores chineses. Eles não devem ser confundidos com os quatro livros do Confucionismo.
Eles estão entre novelas mais longas e mais antigas do mundo e são considerados o expoente máximo da China em romances clássicos.

## Obras
Em ordem cronológica:
| Título ocidental           | Chinês simplificado | Chinês tradicional | Pinyin        | Autor         | Data         |
| -------------------------- | ------------------- | ------------------ | ------------- | ------------- | ------------ |
| Margem da Água             | 水浒传              | 水滸傳             | Shuǐhǔ Zhuàn  | Shi Nai'an    | Século XIV   |
| Romance dos Três Reinos    | 三国演义            | 三國演義           | Sānguó Yǎnyì  | Luo Guanzhong | Século XIV   |
| Jornada ao Oeste           | 西游记              | 西遊記             | Xī Yóu Jì     | Wu Cheng'en   | Século XVI   |
| O Sonho da Câmara Vermelha | 红楼梦              | 紅樓夢             | Hóng Lóu Mèng | Cao Xueqin    | Século XVIII |